# گنادی یانایف
گنادی یانایف سیاستمدار و دولتمرد روس در تاریخ ۲۶ اوت ۱۹۳۷ در شهر پریوز ناحیه گورکی متولد شد. او در دولتهای خروشچف ، برژنف ، آندروپف و چرنینکو فعالیت داشت و در تاریخ ۲۴ سپتامبر ۲۰۱۰ درگذشت.

## معاون اول رییس جمهور
یانایف در تاریخ ۲۷ دسامبر ۱۹۹۰ توسط گورباچف به عنوان نخستین و تنها معاون اول رئیس‌جمهور اتحاد شوروی انتخاب شد. رقبای او برای این پست، نورسلطان نظربایف و ادوارد شواردنادزه بودند.

## کودتای اوت ۱۹۹۱
یانایف در ماه اوت۱۹۹۱ به همراه تعدادی دیگر از مقامات شوروی از جمله ولادیمیر کریوچکف رئیس ک گ ب علیه گورباچف دست به کودتا زدند و گورباچف را در ویلایش در شبه جزیره کریمه بازداشت کردند.

## درگذشت
یانایف در تاریخ ۲۴ سپتامبر ۲۰۱۰ بر اثر سرطان ریه در بیمارستان مرکزی مسکو درگذشت.